# Семадени, Бернард-Оттон Андреевич
Бернард-Оттон Андреевич Семадени (1845 — 20 октября 1907, Киев) — киевский кондитер, основатель конфетной фабрики, хозяин кондитерской на Крещатике.

## Биография
Бернард-Оттон Семадени — выходец из династии швейцарских кондитеров Семадени, происходящих из коммуны Поскьяво, расположенной неподалеку от итальянской границы (кантон Граубюнден). Семадени развивали кондитерское искусство в разных странах. На протяжении большей части XIX века они образовали замкнутый круг иммигрантов и почти все были женаты на швейцарках, а также сохраняли швейцарское подданство. По религиозным убеждениям были кальвинистскими протестантами.
Отец Бернарда Анджей (Андреа) (1802—1886) вёл свое дело в польском городе Люблине. В 1836 году он основал там кондитерскую фабрику. Старшие братья Бернарда Каспер (1836—1886) и Александр (1844—1893) также вели в Люблине кондитерское дело.
Сам же Бернард оказался в Одессе, где начал общее дело с кондитерами швейцарского происхождения Фанкони. Вероятно, они были свояками, поскольку известно, что дочь его дяди Джакомо с Ломжи Мария Семадени (1815—1859) в 1835 году вышла замуж за Доменико Фанкони (1808—1878), который вместе с Яковом Фанкони начал свой кондитерский бизнес в Одессе.
Известно, что в 1864 году Бернард-Оттон две недели находился под российским арестом в Сосновце за попытку привезти из Германии антицарские материалы и портреты руководителей Январского восстания 1863 года.
В январе 1877 года Бернард-Оттон Семадени переехал из Одессы в Киев, где начал свою собственную успешную карьеру. Сначала вместе с Фанкони держал «Швейцарскую кондитерскую Б. Семадени и Фанкони». После изменения компаньона кондитерская стала называться «Семадени и Люрс».
Заработав начальный капитал, Семадени вместе с Мартином Штифлером начинает собственное производство сладостей — хотя владел третью имущества новообразованной фирмы «Мартин Штифлер», но принимал активное участие в её управлении.
Бернард открыл свою кондитерскую в доме Штифлера на ул. Крещатик, 9 (место современного Пассажа), где и сам жил до приобретения собственного дома. Впоследствии получил звание временного киевского купца.
Через некоторое время открыл кафе на арендованном первом этаже дома напротив Городской думы (Крещатик, 15; дом не сохранился), которое пользовалось большой популярностью в Киеве, в дневное время его, в частности, посещали предприниматели, коммерсанты, биржевики, где решали дела бизнеса. Поэтому эту кондитерскую называли неофициальной киевской биржей.
Новое отделение семейной кондитерской Семадени было открыто в доме на Крещатике, 39 (не сохранился).
Оборот заведений Семадени составлял до 100 тысяч рублей в год.
В Семадени можно было просто поесть мороженое с прохладительными напитками или пообедать под импортное вино. Торт-мороженое «Семадени» был фирменным блюдом заведения.
Зимой посетители сидели в тёплом помещении, летом столики выносились на улицу под специальный навес. Фирма Семадени обслуживала также балы, банкеты, свадьбы по разумным ценам, имела свой бильярд, который считался лучшим в Киеве.
Долгое время очень популярным было такое фирменное изделие Семадени как карамель от кашля «Кети-Босс», утверждена медицинским департаментом как лечебное средство.
Учреждения Семадени осуществляли «артистическое исполнение тортов, пирамид, мороженого, кремов», в том числе по собственным рисункам и описаниям клиентов.

## Наследники
После смерти кондитера в 1907 году его дело продолжили наследники. Дети от первого брака (Альфред-Вячеслав, Алина и Карина) получили торговые предприятия, а дети от второго брака (Отто-Жан-Жак-Оттон (1898—1919; захоронен на Байковом кладбище) и Андрей-Бернард) потеряли свои паи в бизнесе, но им вместе с матерью отошла усадьба с домом.
Распорядительницей дел стала жена Элиза-Маргарита Семадени (1866—1930). Альфред-Вячеслав самостоятельно вёл собственный бизнес: изготовлял пирожные. Дочери получили свою долю имущества деньгами.
Известно, что сыновья Бернарда Семадени от второго брака приобрели в 1917 году усадьбу в Киеве.
Во время НЭПа Андрею Семадени и его жене Алине (урождённой Князиковой), которые имели швейцарские паспорта, позволили выехать из СССР, а примерно в 1934 году они прибыли в Варшаву, где Андрей работал кондитером. В 1939 году в дом, где они жили, попала бомба. Поэтому они выехали в Швейцарию в 1940 году. Годы жизни Андрея: 1900—1980.
Жена Элиза-Маргарита Семадени после революции уехала в Швейцарию, где открыла фабрику пластмассовых изделий.
Судьба остальных киевских потомков Семадени неизвестна.